# Antinoös (mythologie)
Antinoös, zoon van Eupeithes, was een van de vrijers van Penelope. Hij was een van hun leiders en de bedenker van het mislukte plan om Telemachos te vermoorden. Hij was de eerste van de vrijers die door Odysseus werd gedood. Die schoot hem dood met een pijl in zijn nek terwijl hij wijn dronk.